# Sho Hatsuyama
Sho Hatsuyama (en japonès 初山 翔, Sagamihara, Prefectura de Kanagawa, 17 d'agost de 1988) és un ciclista japonès, professional des del 2011. Actualment corre a l'equip Bridgestone Anchor Cycling Team. Del seu palmarès destaca el campionat nacional en ruta de 2016.

## Palmarès
- 2013
  - 1r a la Volta a Okinawa
- 2015
  - Vencedor d'una etapa a la Volta al Singkarak
- 2016
  -  Campió del Japó en ruta

### Resultats al Giro d'Itàlia
- 2019. 142è de la classificació general